# Danh sách đĩa đơn quán quân Hot 100 năm 1974 (Mỹ)
Dưới đây là danh sách các ca khúc đứng đầu Billboard Hot 100 năm 1974

## Lịch sử xếp hạng
| Ngày phát hành | Bài hát                               | Nghệ sĩ                          |
| -------------- | ------------------------------------- | -------------------------------- |
| 5 tháng 1      | "Time in a Bottle"                    | Jim Croce                        |
| 12 tháng 1     | "The Joker"                           | Steve Miller Band                |
| 19 tháng 1     | "Show and Tell"                       | Al Wilson                        |
| 26 tháng 1     | "You're Sixteen"                      | Ringo Starr                      |
| 2 tháng 2      | "The Way We Were"                     | Barbra Streisand                 |
| 9 tháng 2      | "Love's Theme"                        | Love Unlimited Orchestra         |
| 16 tháng 2     | "The Way We Were"                     | Barbra Streisand                 |
| 23 tháng 2     | "The Way We Were"                     | Barbra Streisand                 |
| 2 tháng 3      | "Seasons in the Sun"                  | Terry Jacks                      |
| 9 tháng 3      | "Seasons in the Sun"                  | Terry Jacks                      |
| 16 tháng 3     | "Seasons in the Sun"                  | Terry Jacks                      |
| 23 tháng 3     | "Dark Lady"                           | Cher                             |
| 30 tháng 3     | "Sunshine on My Shoulders"            | John Denver                      |
| 6 tháng 4      | "Hooked on a Feeling"                 | Blue Swede                       |
| 13 tháng 4     | "Bennie and the Jets"                 | Elton John                       |
| 20 tháng 4     | "TSOP (The Sound of Philadelphia)"    | MFSB featuring The Three Degrees |
| 27 tháng 4     | "TSOP (The Sound of Philadelphia)"    | MFSB featuring The Three Degrees |
| 4 tháng 5      | "The Loco-Motion"                     | Grand Funk                       |
| 11 tháng 5     | "The Loco-Motion"                     | Grand Funk                       |
| 18 tháng 5     | "The Streak"                          | Ray Stevens                      |
| 25 tháng 5     | "The Streak"                          | Ray Stevens                      |
| 1 tháng 6      | "The Streak"                          | Ray Stevens                      |
| 8 tháng 6      | "Band on the Run"                     | Paul McCartney and Wings         |
| 15 tháng 6     | "Billy Don't Be a Hero"               | Bo Donaldson and The Heywoods    |
| 22 tháng 6     | "Billy Don't Be a Hero"               | Bo Donaldson and The Heywoods    |
| 29 tháng 6     | "Sundown"                             | Gordon Lightfoot                 |
| 6 tháng 7      | "Rock the Boat"                       | Hues Corporation                 |
| 13 tháng 7     | "Rock Your Baby"                      | George McCrae                    |
| 20 tháng 7     | "Rock Your Baby"                      | George McCrae                    |
| 27 tháng 7     | "Annie's Song"                        | John Denver                      |
| 3 tháng 8      | "Annie's Song"                        | John Denver                      |
| 10 tháng 8     | "Feel Like Makin' Love"               | Roberta Flack                    |
| 17 tháng 8     | "The Night Chicago Died"              | Paper Lace                       |
| 24 tháng 8     | "(You're) Having My Baby"             | Paul Anka và Odia Coates         |
| 31 tháng 8     | "(You're) Having My Baby"             | Paul Anka and Odia Coates        |
| 7 tháng 9      | "(You're) Having My Baby"             | Paul Anka and Odia Coates        |
| 14 tháng 9     | "I Shot the Sheriff"                  | Eric Clapton                     |
| 21 tháng 9     | "Can't Get Enough of Your Love, Babe" | Barry White                      |
| 28 tháng 9     | "Rock Me Gently"                      | Andy Kim                         |
| 5 tháng 10     | "I Honestly Love You"                 | Olivia Newton-John               |
| 12 tháng 10    | "I Honestly Love You"                 | Olivia Newton-John               |
| 19 tháng 10    | "Nothing From Nothing"                | Billy Preston                    |
| 26 tháng 10    | "Then Came You"                       | Dionne Warwick và Spinners       |
| 2 tháng 11     | "You Haven't Done Nothin'"            | Stevie Wonder                    |
| 9 tháng 11     | "You Ain't Seen Nothing Yet"          | Bachman-Turner Overdrive         |
| 16 tháng 11    | "Whatever Gets You thru the Night"    | John Lennon                      |
| 23 tháng 11    | "I Can Help"                          | Billy Swan                       |
| 30 tháng 11    | "I Can Help"                          | Billy Swan                       |
| 7 tháng 12     | "Kung Fu Fighting"                    | Carl Douglas                     |
| 14 tháng 12    | "Kung Fu Fighting"                    | Carl Douglas                     |
| 21 tháng 12    | "Cat's in the Cradle"                 | Harry Chapin                     |
| 28 tháng 12    | "Angie Baby"                          | Helen Reddy                      |